# Osmoxylon palmatum
Osmoxylon palmatum är en araliaväxtart som först beskrevs av Jean-Baptiste Lamarck, och fick sitt nu gällande namn av William Raymond Philipson. Osmoxylon palmatum ingår i släktet Osmoxylon och familjen Araliaceae. Inga underarter finns listade.